# Stylocline
Stylocline é um género botânico pertencente à família Asteraceae.
O género foi descrito por Thomas Nuttall e publicado em Transactions of the American Philosophical Society, new series 7: 338–339. 1840.
Segundo a base de dados Tropicos este género é sinónimo de Cymbolaena Smoljan.
Trata-se de um género reconhecido pelo sistema de classificação filogenética Angiosperm Phylogeny Website. Segundo este sistema o género Ancistrocarphus A.Gray, é um sinónimo.

## Espécies
O género tem 15 espécies descritas das quais 7 são aceites:
- Stylocline citroleum Morefield
- Stylocline gnaphaloides Nutt.
- Stylocline intertexta Morefield
- Stylocline masonii Morefield
- Stylocline micropoides A.Gray
- Stylocline psilocarphoides M.Peck
- Stylocline sonorensis Wiggins